# 마이클 D. 코헨
마이클 D. 코헨(Michael D. Cohen, 1975년 11월 22일 ~ )은 캐나다의 배우, 영화배우, 텔레비전 배우이다.
위니펙에서 태어났다.

## 영화
- 서버비콘 (2017년) - 스트레치 역
- 위플래쉬 (2014년) - 무대 담당자 역
- 찰리의 진실 (2013년)